# Gomphandra coi
Gomphandra coi är en järneksväxtart som beskrevs av Schori. Gomphandra coi ingår i släktet Gomphandra och familjen Stemonuraceae. Inga underarter finns listade i Catalogue of Life.